# Chery eQ1

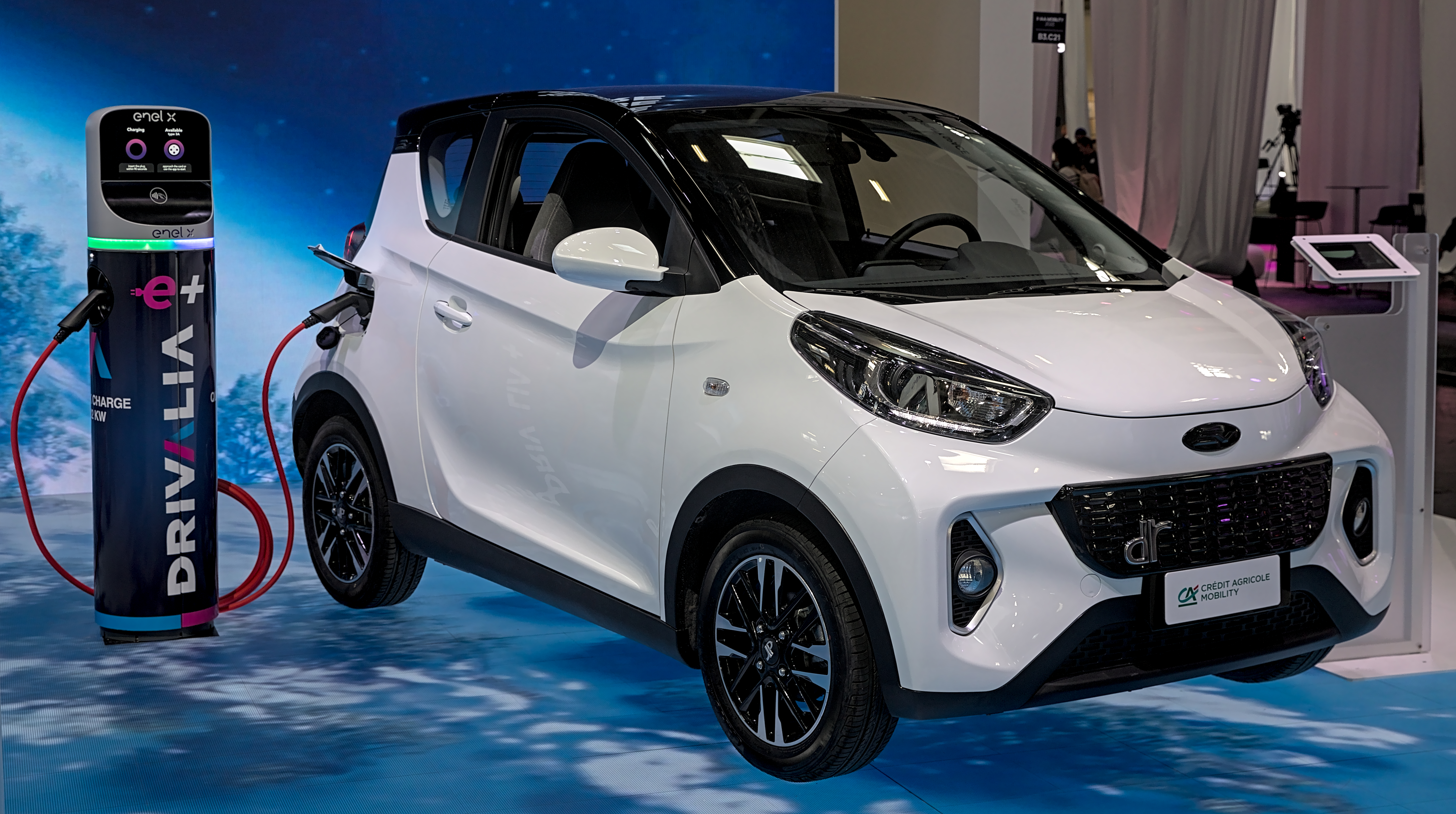
DR 1.0 (seit 2023)

Der Chery eQ1 ist ein batterieelektrisch angetriebener Kleinstwagen des chinesischen Automobilherstellers Chery Automobile. Das Fahrzeug wird auch unter den Namen Chery @ant, Chery S51 EV und Chery iCar (Brasilien) verkauft. In Italien wird unter der Marke DR Automobiles der DR 1.0 auf Basis des eQ1 angeboten.

## Geschichte
Erstmals gezeigt wurde das zweisitzige Fahrzeug im Oktober 2016. Seit März 2017 wird es auf dem chinesischen Heimatmarkt verkauft. Auf der Shanghai Auto Show im April 2019 präsentierte Chery eine überarbeitete Version des eQ1. Ein weiteres Facelift wurde auf der gleichen Messe im April 2023 vorgestellt. In China wird das Fahrzeug auch als kleine Ameise bezeichnet. Zuvor verwendete der Hersteller den Begriff Ant (englisch für Ameise) für zwei Konzeptfahrzeuge.

## Technische Daten
Den Antrieb übernimmt ein 30 kW (41 PS) oder 55 kw (75 PS) starker Permanentmagnet-Synchronmotor, der den 3,2 Meter langen eQ1 auf bis zu 120 km/h beschleunigt. Die Antriebsbatterie ist ein Lithium-Ionen-Akkumulator mit einer Kapazität von 35 kWh bzw. 38 kWh. Die Reichweite wird mit bis zu 408 km nach NEFZ angegeben. Eine Variante mit einem Lithium-Eisenphosphat-Akkumulator folgte im September 2022. Sie hat einen Energieinhalt von 29,2 kWh und ermöglicht eine Reichweite von 301 km nach chinesischen Standard CLTC.

## Verkaufszahlen
2022 wurde der Chery eQ1 weltweit 96.155 mal verkauft.